# Kaitlyn Dever

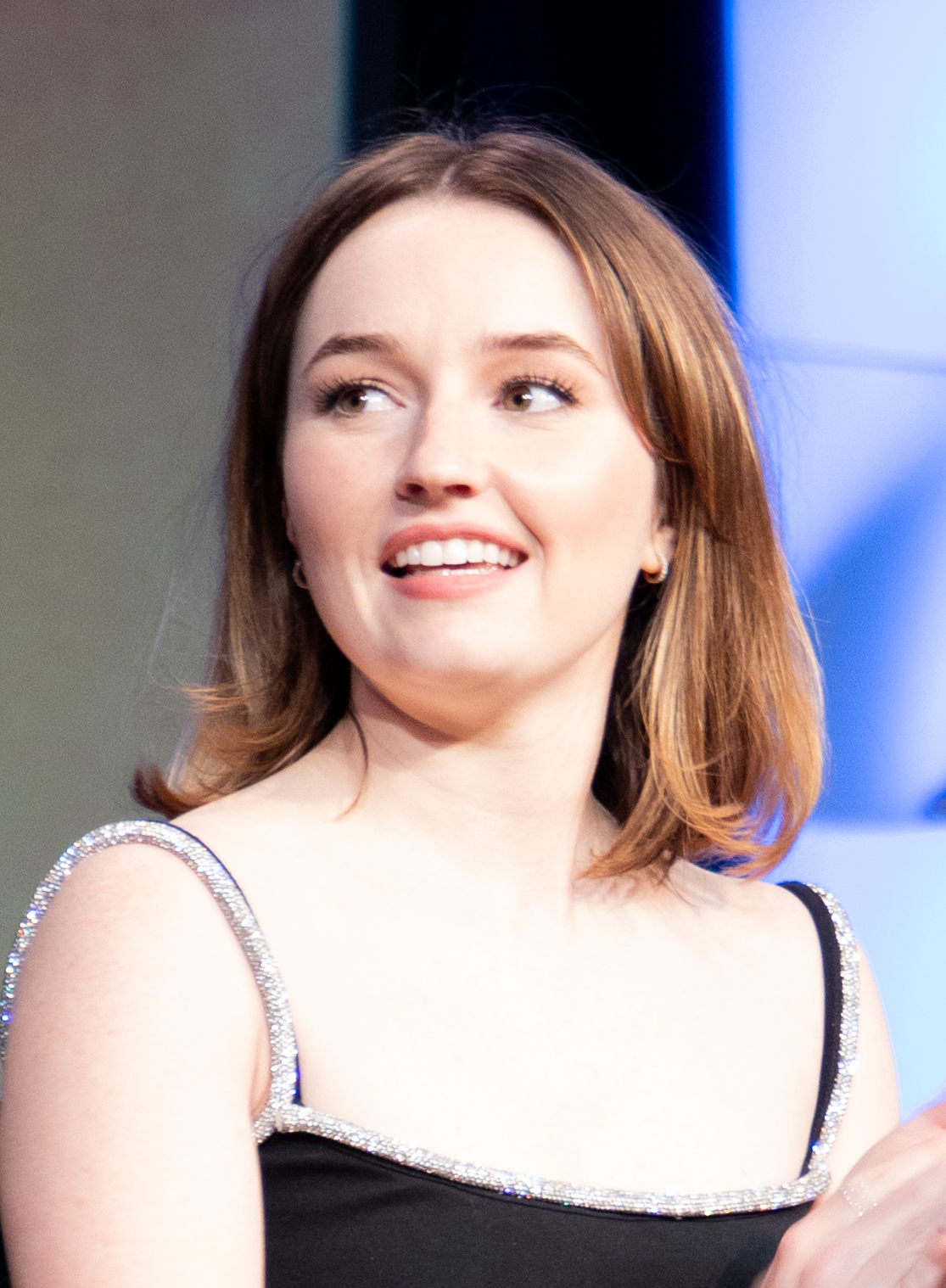
Kaitlyn Dever (2025)

Kaitlyn Dever (* 21. Dezember 1996 in Phoenix, Arizona) ist eine US-amerikanische Schauspielerin.

## Leben und Karriere
Erste Einsätze als Schauspielerin hatte Dever bereits in ihrer Kindheit, in der sie vorwiegend in lokalen Theaterproduktionen eingesetzt und im Laufe der Jahre auch für Werbespots engagiert wurde. Dabei wurde sie für Werbefilme zahlreicher bekannter Marken und Unternehmen gebucht und stand unter anderem für die Taco-Marke Ortega oder eine Weihnachtsausgabe von Hallmark vor der Kamera. Weitere Einsätze hatte sie mit Nintendo Wii, einem weiteren Werbespot von Hallmark, Kellogg’s, Trix Yogurt, Subaru, McDonald’s, Franklin Templeton Investments, Skate 'n' Tricks Puppy, einem Werbefilm zu Yoplaits Shrek-der-Dritte-Ausgabe des Go-Gurts und einem Werbespot zu Mattels Sizzlers von Hot Wheels. Des Weiteren erschien Kaitlyn Dever, die mit ihrer rund zwei Jahre jüngeren Schwester Mady bei Osbrink Talent Agency unter Vertrag stand, auch in Printkampagnen von Franklin Templeton Investments und Johnsonville Sausages.
Zu ihrem eigentlichen Film- bzw. Fernsehdebüt kam die Nachwuchsschauspielerin, die auch musikalisch tätig ist und dabei neben Gitarren- auch Gesangsunterricht nimmt, erst im Jahre 2009. In diesem Jahr wurde sie unter anderem in einer Nebenrolle der DVD-Produktion An American Girl: Chrissa Stands Strong eingesetzt und kam zudem zu Gastrollen in den Fernsehserien Make It or Break It und Modern Family, wo sie jeweils in einer Episode zum Einsatz kam. Im Falle von Make It or Break It war dies sogar die Pilotfolge, in der sie eine kleinere Rolle innehatte. 2010 folgten schließlich weitere Einsätze in Serien wie Private Practice oder Party Down. Für ihre Rolle der Paige in der erstgenannten US-Fernsehserie wurde sie im Jahre 2011 für einen Young Artist Award in der Kategorie „Best Performance in a TV Series – Guest Starring Young Actress 11-15“ nominiert, konnte sich dabei allerdings nicht gegen Madisen Beaty durchsetzen, die für ihren Gastauftritt in Navy CIS die Auszeichnung erhielt. Im selben Jahr erhielt Kaitlyn Dever auch Theaterauftritte; unter anderem an der Blank Theatre Company in Hollywood, wo sie im Laufe des Young Playwrights Festival im Stück A Snapshot of My Family zum Einsatz kam. Im Jahr 2011 war Dever in jeweils einer Episode von Lass es, Larry! und The Mentalist zu sehen sowie in dem Film Cinema Verite. Außerdem war sie ab 2011 in einer wiederkehrenden Rolle in der Fernsehserie Justified zu sehen, wo sie den Charakter Loretta McCready übernahm. Einen weiteren Filmauftritt hatte Dever in Bad Teacher (2011), in dem sie in einer Nebenrolle auftrat. Im April 2011 wurde Dever zusammen mit Molly Ephraim und Alexandra Krosney für die neue Fernsehserie Last Man Standing gebucht. Dieses Projekt von Tim Allen und Jack Burditt startete im Herbst 2011 im US-Fernsehen. Ebenfalls noch im Jahr 2011 war sie in dem Film J. Edgar, bei dem Clint Eastwood die Regie führte, zu sehen. Jeweils für ihre Rollen in Justified, Bad Teacher und Last Man Standing wurde Dever bei den Young Artist Awards 2012 in drei verschiedenen Kategorien nominiert. Für ihre Darstellung in der 2019 bei Netflix veröffentlichten Miniserie Unbelievable erhielt sie eine Nominierung bei den Golden Globe Awards 2020. Im Januar 2024 wurde bekanntgegeben, dass Dever in der zweiten Staffel der HBO-Serie The Last of Us die Rolle der Abby übernehmen wird. 2025 ist sie in der Miniserie Apple Cider Vinegar zu sehen.

## Filmografie (Auswahl)
- 2009: An American Girl: Chrissa Stands Strong
- 2009: Make It or Break It (Fernsehserie, Episode 1x01 Pilot)
- 2009: Modern Family (Fernsehserie, Episode 1x09 Fizbo)
- 2010: Private Practice (Fernsehserie, Episode 3x14 Love Bites)
- 2010: Party Down (Fernsehserie, Episode 2x07 Party Down Company Picnic)
- 2011: Lass es, Larry! (Curb Your Enthusiasm, Fernsehserie, Episode 8x01 The Divorce)
- 2011: The Mentalist (Fernsehserie, Episode 3x14 Blood for Blood)
- 2011: Cinema Verite (Fernsehfilm)
- 2011: Bad Teacher
- 2011: J. Edgar
- 2011–2015: Justified (Fernsehserie, 17 Episoden)
- 2011–2021: Last Man Standing (Fernsehserie)
- 2013: Short Term 12
- 2013: The Spectacular Now – Perfekt ist jetzt (The Spectacular Now)
- 2014: Grow Up!? – Erwachsen werd’ ich später (Laggies)
- 2014: #Zeitgeist (Men, Women & Children)
- 2017: All Summers End
- 2017: Grass Stains
- 2017: Wir gehören nicht hierher (We Don’t Belong Here)
- 2017: Detroit
- 2017: Outside In
- 2018: Beautiful Boy
- 2018: Der Spitzenkandidat (The Front Runner)
- 2019: Them That Follow
- 2019: Booksmart
- 2019: Unbelievable (TV-Miniserie, 8 Episoden)
- 2020: Home Movie: The Princess Bride (TV-Miniserie, Episode 1x04 Chapter Four: Battle of the Wits)
- 2020: Monsterland (Fernsehserie, 3 Episoden)
- 2021: Dear Evan Hansen
- 2021: The Premise (Episode 1x03, The Ballad of Jesse Wheeler)
- 2021: Dopesick (Fernsehserie, 8 Episoden)
- 2022: Ticket ins Paradies (Ticket to Paradise)
- 2022: Rosalinde (Rosaline)
- 2023: Next Goal Wins
- 2023: No One Will Save You
- 2023: Good Grief
- 2025: Apple Cider Vinegar (Fernsehserie)
- 2025: The Last of Us (Fernsehserie, 3 Episoden)

## Videospiele
- 2016: Uncharted 4: A Thief’s End (Synchronstimme)

## Auszeichnungen und Nominierungen
| Jahr | Auszeichnung                      | Für                  | Kategorie                                                            | Resultat  |
| ---- | --------------------------------- | -------------------- | -------------------------------------------------------------------- | --------- |
| 2011 | Young Artist Award                | Private Practice     | Best Performance in a TV Series – Guest Starring Young Actress 11–15 | Nominiert |
| 2012 | Young Artist Award                | Bad Teacher          | Best Performance in a Feature Film – Supporting Young Actress        | Nominiert |
| 2012 | Young Artist Award                | Justified            | Best Performance in a TV Series – Recurring Young Actress            | Nominiert |
| 2012 | Young Artist Award                | Last Man Standing    | Best Performance in a TV Series – Supporting Young Actress           | Nominiert |
| 2020 | Golden Globe Awards               | Unbelievable         | Beste Hauptdarstellerin – Mini-Serie oder TV-Film                    | Nominiert |
| 2020 | Critics’ Choice Television Awards | Unbelievable         | Beste Hauptdarstellerin in einem Fernsehfilm oder einer Miniserie    | Nominiert |
| 2022 | Golden Globe Awards               | Dopesick             | Beste Nebendarstellerin – Serie, Miniserie oder Fernsehfilm          | Nominiert |
| 2022 | Emmy Awards                       | Dopesick             | Beste Nebendarstellerin in einer Miniserie oder Fernsehfilm          | Nominiert |
| 2022 | Critics’ Choice Television Awards | Dopesick             | Beste Nebendarstellerin in einem Fernsehfilm oder einer Miniserie    | Nominiert |
| 2024 | Critics’ Choice Television Awards | No One Will Save You | Beste Hauptdarstellerin in einem Fernsehfilm oder einer Miniserie    | Nominiert |